# Den Himmelske Freds Plads
Den Himmelske Freds Plads ligger i det centrale Beijing, Kina. Pladsen er 880 meter fra syd til nord og 500 meter fra øst til vest, hvilket gør den til den største åbne plads i nogen by i verden og meget større end Den Røde Plads i Moskva. Den har et areal på 440.000 m² (44 ha).
Pladsen har fået navn efter Den Himmelske Freds Port (Tiananmen), der afskiller pladsen fra Den Forbudte By.
På vestsiden af pladsen ligger Folkets Store Hal, hvor Den Nationale Folkekongres mødes. Mod øst ligger Museet for Kinesisk Historie og den Kinesiske Revolution. Mod syd ligger Maos mausoleum. Mod nord ligger Den Forbudte By.
I 1989 fandt omfattende studenterdemonstrationer sted på pladsen der blev slået ned af styret og endte med en massakre.

## Baggrund
Den Himmelske Freds Port blev bygget i 1417. I 1651 (tidlig Qing-dynasti), blev porten renoveret og fik sit nuværende navn. Under Ming- og Qing-dynastiet var der ikke nogen offentlig plads ved Den Himmelske Freds Port, i stedet var der på området de kejserlige ministeriers kontorer. Disse blev meget skadet under Bokseroprøret og området blev ryddet og det blev begyndelse på Den Himmelske Freds Plads.

## Features
Udvidet i 1949 til sin nuværende størrelse. Pladsen er helt flad bortset fra det 38 meter høje Monument For Folkets Helte og Mao Zedongs mausoleum.